# Lodhéřov
Lodhéřov (německy Riegerschlag) je obec v okrese Jindřichův Hradec v Jihočeském kraji. Leží cca osm kilometrů severozápadně od Jindřichova Hradce směrem na Deštnou a Červenou Lhotu. Dříve obec s německým obyvatelstvem, nyní české obyvatelstvo. Žije zde 712 obyvatel.

## Historie
První písemná zmínka o obci pochází z roku 1294.
V roce 1930 zde žilo 854 obyvatel. V letech 1938 až 1945 byl Lodhéřov v důsledku uzavření Mnichovské dohody přičleněn k nacistickému Německu.

## Současnost
Obec je provozovatelem vodovodu a nově i kanalizace. V roce 1999 byla obec Lodhéřov plně plynofikována. Kulturní dům je využíván místními složkami i občany k pořádání kulturních, společenských i soukromých akcí. V této budově se nachází i restaurace a prodejna potravin. V současné době[kdy?] se dokončuje výstavba kanalizace a čistírny odpadních vod v Lodhéřově. To umožní rozsáhlejší rozvoj výstavby rodinných domů a tím i příchod nových obyvatel do obce. Úkolem do budoucna bude vybudování kanalizace ve Studnicích.
V Lodhéřově působí několik místních složek. Dlouholetou tradici zde má Tělovýchovná jednota Sokol Lodhéřov-především oddíl fotbalistů a hráčů stolního tenisu, Myslivecké sdružení Čerťák a Sbor dobrovolných hasičů Lodhéřov. V roce 2012 zde vznikla nová složka Kulturně umělecká nezávislá asociace, občanské sdružení. Pro sportovní vyžití je občanům k dispozici nově vybudované víceúčelové hřiště, které se nachází v blízkosti fotbalového hřiště. V loňském roce[kdy?] zajistila obec z vlastních prostředků výstavbu dětského hřiště v Lodhéřově a ve Studnicích.

## Obyvatelstvo
| Rok            | 1869  | 1880  | 1890  | 1900  | 1910  | 1921  | 1930  | 1950 | 1961 | 1970 | 1980 | 1991 | 2001 | 2011 | 2021 |
| -------------- | ----- | ----- | ----- | ----- | ----- | ----- | ----- | ---- | ---- | ---- | ---- | ---- | ---- | ---- | ---- |
| Počet obyvatel | 1 781 | 1 792 | 1 745 | 1 689 | 1 545 | 1 415 | 1 379 | 889  | 869  | 816  | 640  | 590  | 600  | 623  | 643  |
| Počet domů     | 235   | 260   | 256   | 255   | 258   | 265   | 292   | 221  | 199  | 202  | 173  | 207  | 220  | 255  | 286  |

## Obecní správa

### Části obce
Obec Lodhéřov se skládá ze tří částí na třech katastrálních územích.
- Lodhéřov (i název k. ú.)
- Najdek (k. ú. Najdek u Lodhéřova)
- Studnice (k. ú. Studnice u Lodhéřova)

### Obecní symboly
Znak a vlajka byly obci uděleny rozhodnutím předsedy Poslanecké sněmovny Parlamentu České republiky dne 31. ledna 2002.

## Fotogalerie

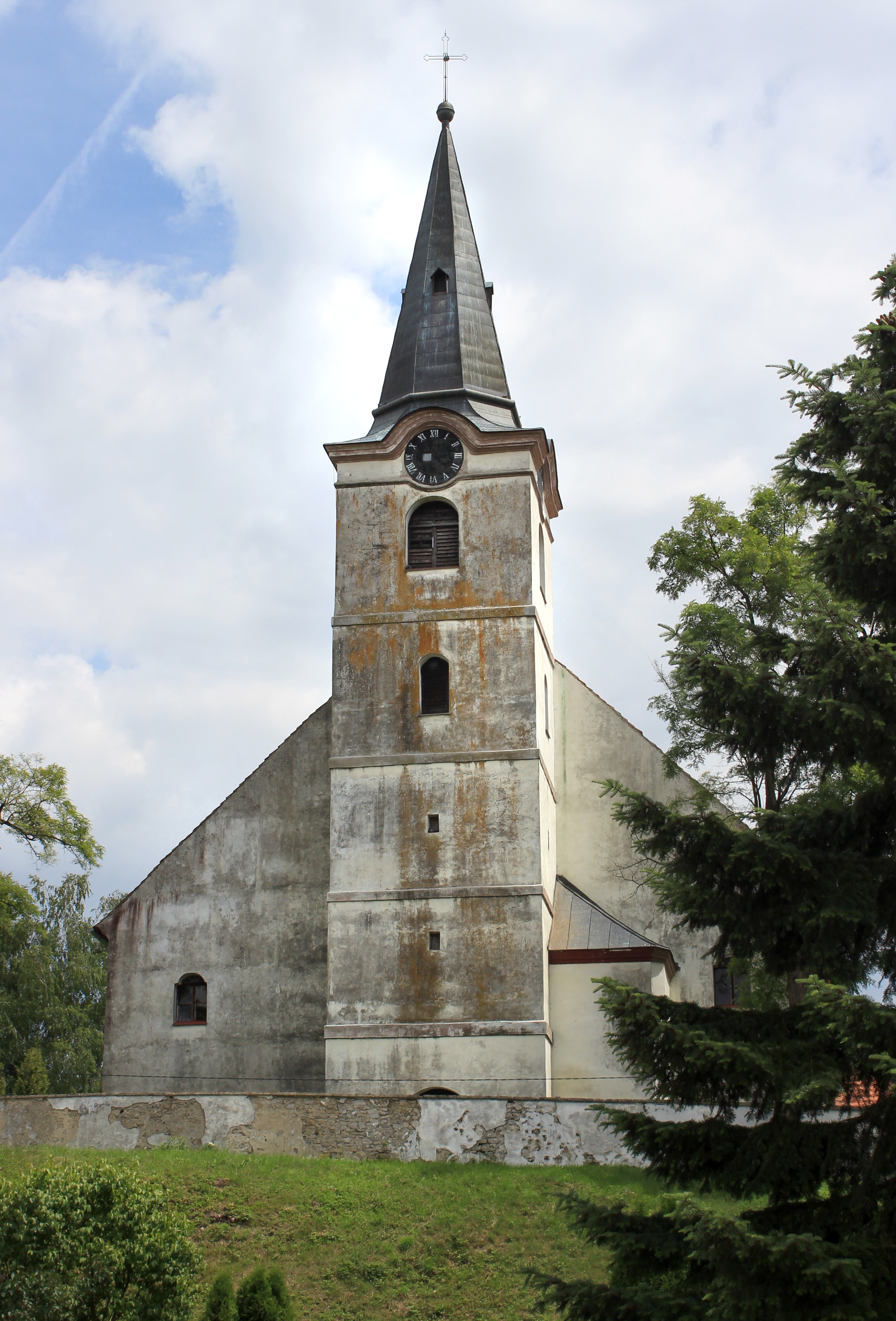
Kostel svatého Petra a Pavla
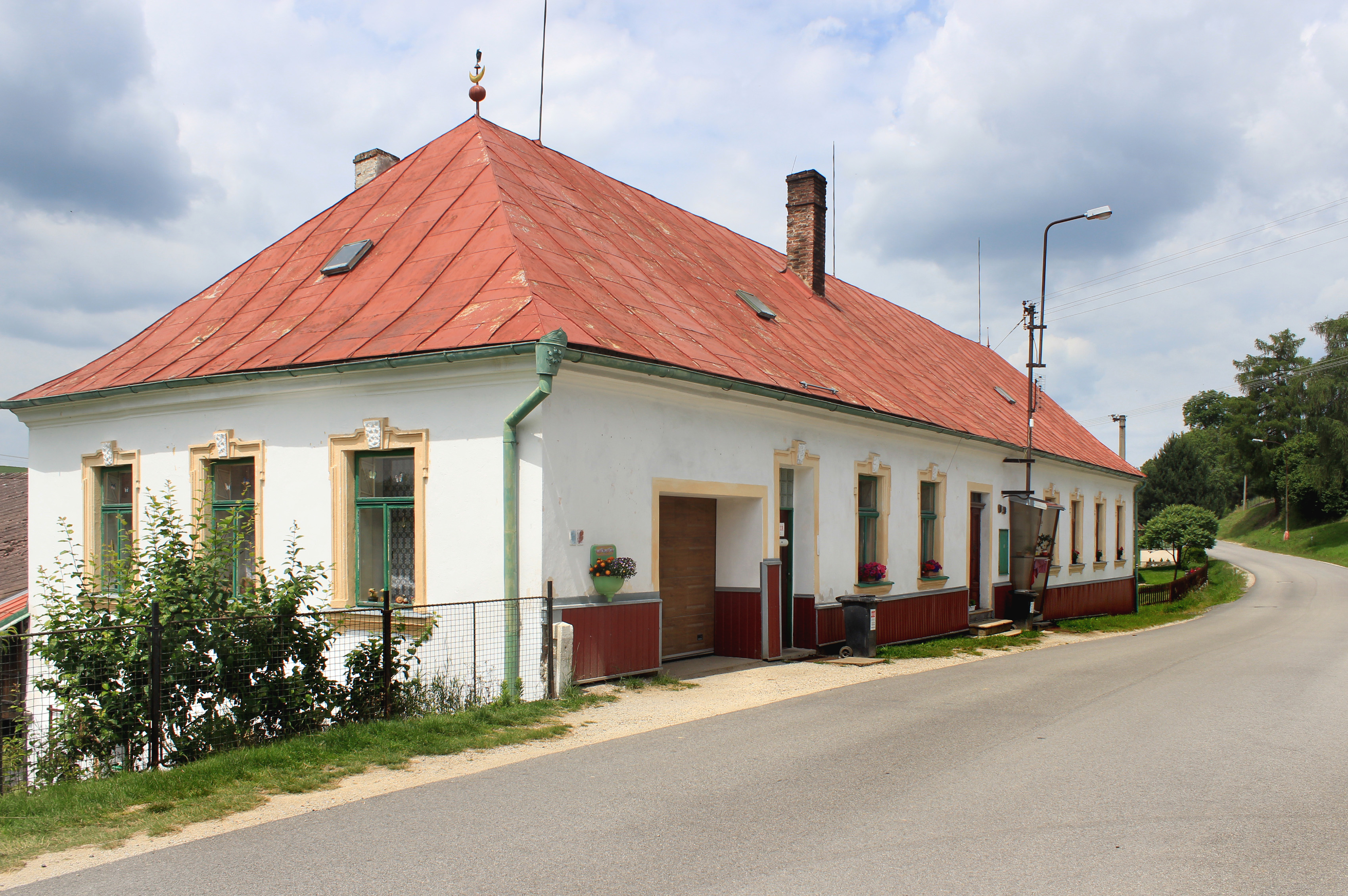
Dům čp. 147
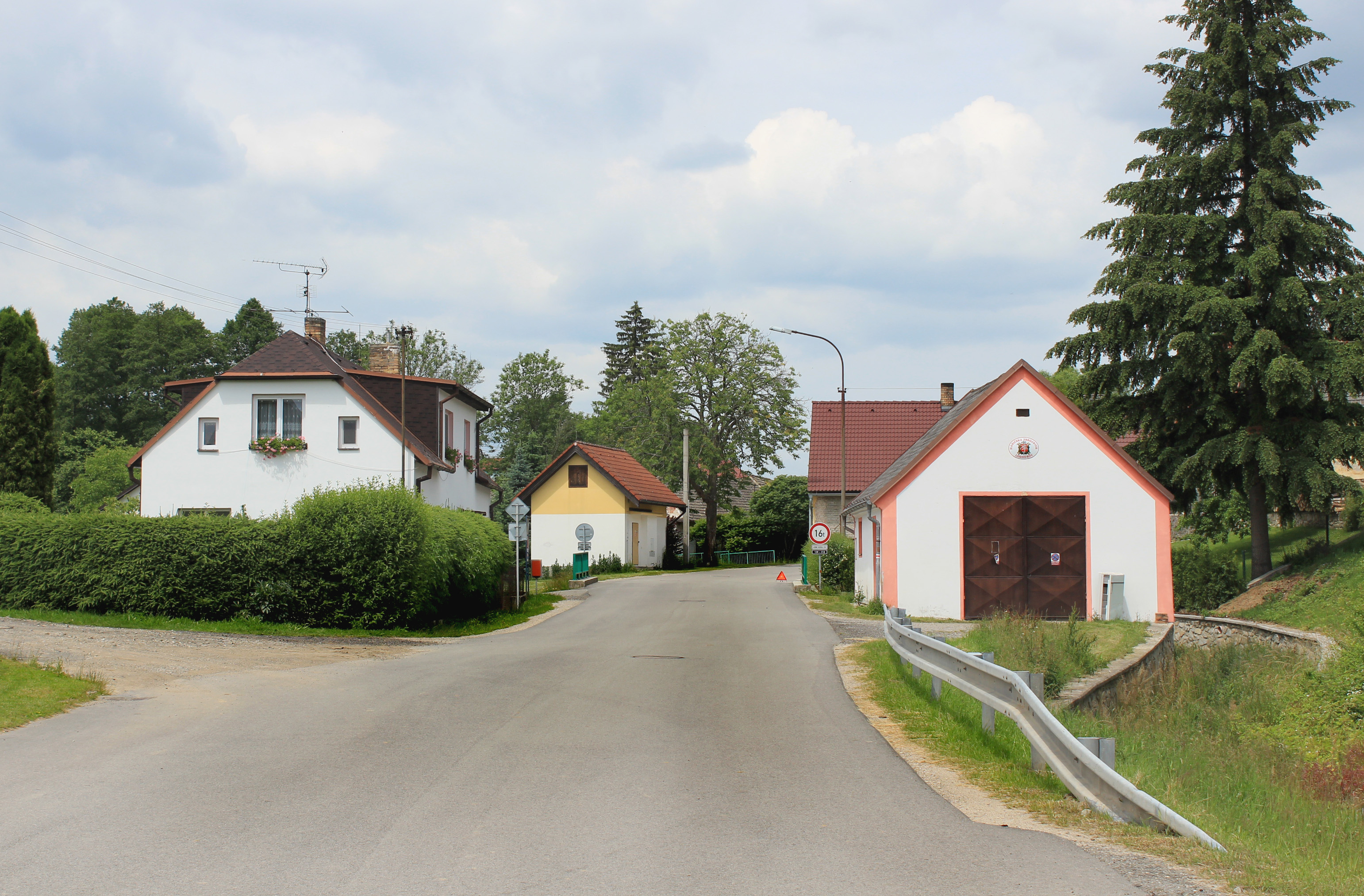
Pošta a hasičská zbrojnice
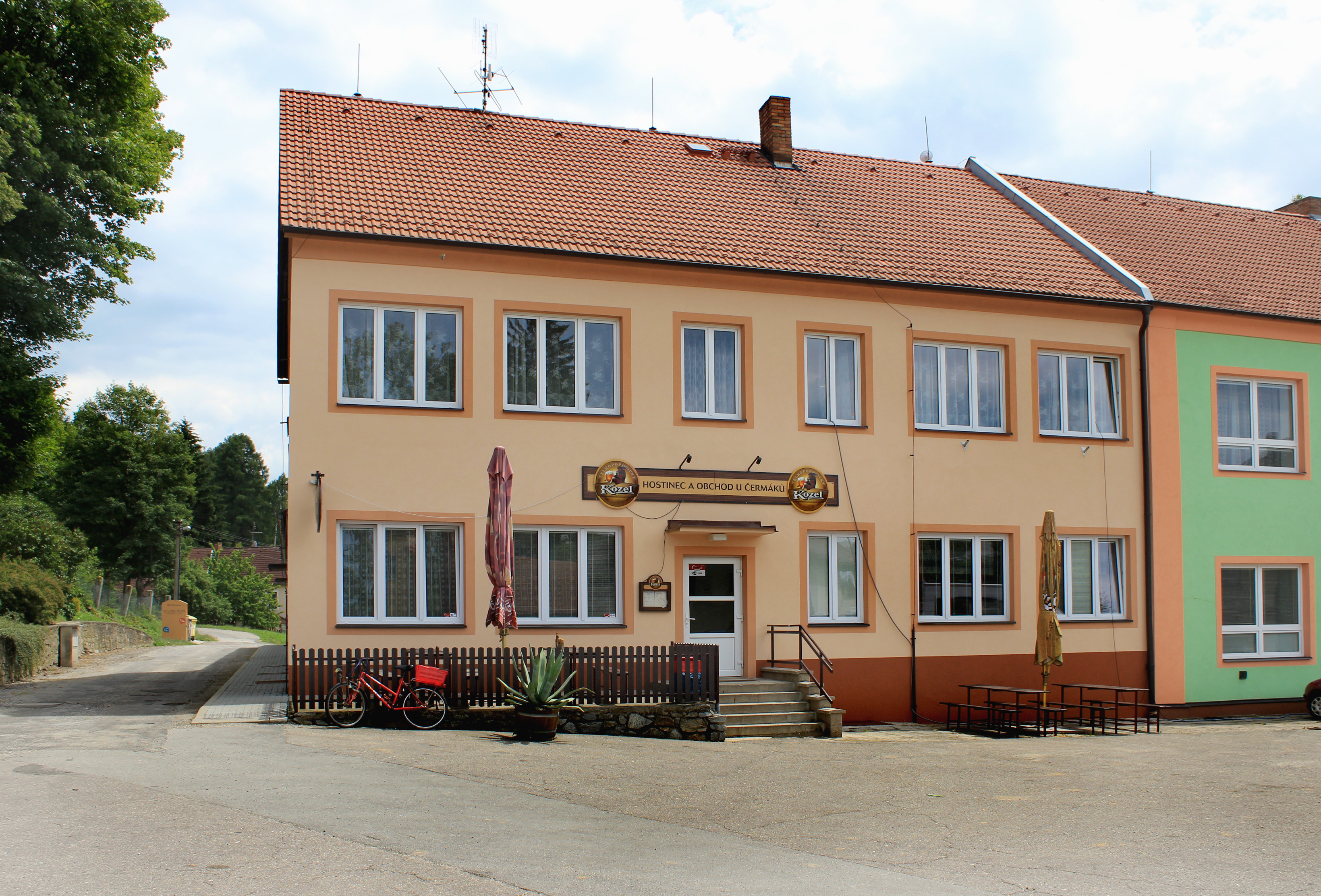
Restaurace